# Балет в филателии
Тема балета в филателии составляет одно из направлений тематического коллекционирования почтовых марок и других филателистических материалов, посвящённых балетным постановкам и сценам из спектаклей, артистам балета, хореографам, балетмейстерам, балетным педагогам, событиям балетной жизни.

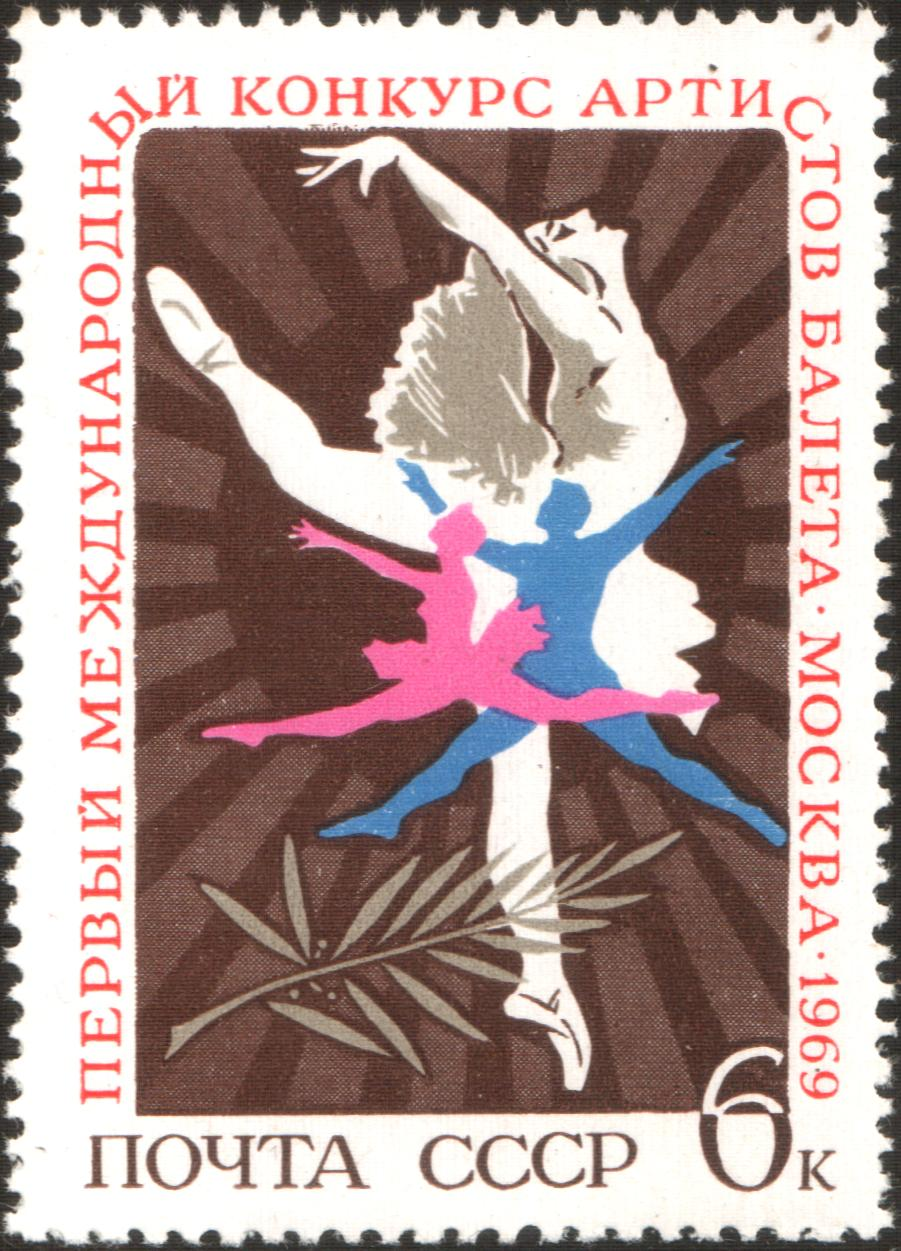

Впервые марка на балетную тематику появилась в СССР в 1958 году в серии, изданной в честь I Международного конкурса имени П. И. Чайковского. Тему балета в филателии продолжила в 1959 году Дания эмиссией марки, приуроченной к Датскому фестивалю балета и музыки.
Так как балетные постановки сопровождаются музыкой (как классической, так и современной), эта филателистическая тематика может пересекаться с музыкальной филателией.

## Марки СССР и России
Почтовые ведомства СССР и России выпустили более 20 марок, отобразивших балетные спектакли. При создании многих миниатюр на балетную тему художники, стремясь передать динамику движения танцоров, использовали документальные фотографии. Наибольшее количество марок сюжетно связано с балетами П. И. Чайковского.

### СССР
В серии марок 1958 года (ЦФА [АО «Марка»] № 2130, 2133), вышедших по случаю I Международного конкурса имени П. И. Чайковского, на одной из них художник Сергей Поманский изобразил сцену из балета «Лебединое озеро» — как дань уважения композитору, несмотря на то, что балет никогда не был представлен в программе этого музыкального конкурса. За основу рисунка был взят снимок спектакля Большого театра в постановке Александра Горского 1937 года, просуществовавший до 1956 года. Партию принца Зигфрида исполняет Юрий Кондратов, Одетты — Майя Плисецкая:

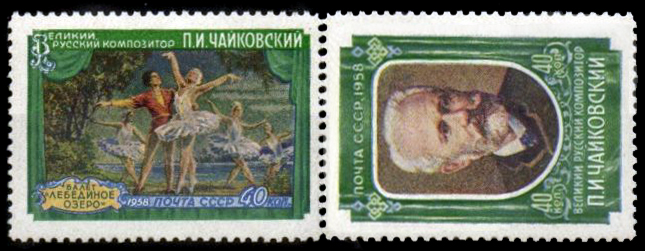
Марки СССР (1958; куше): I Международный конкурс имени П. И. Чайковского в Москве

В ноябре 1961 — феврале 1962 года вышла серия из четырёх марок «Советский балет» (ЦФА [АО «Марка»] № 2645—2648) по рисункам Василия Завьялова. На первой марке серии представлен балет Рейнгольда Глиэра «Красный мак» в постановке Леонида Лавровского в 1949 году (первая редакция — 1927 года) и изображены Тао Хоа (по фотографии Галины Улановой) и танец советских моряков[≡]. Вторая миниатюра запечатлела другой популярный советский балет — «Пламя Парижа» Бориса Асафьева, поставленный Василием Вайноненом в 1932 году, который был одним из самых любимых балетов Сталина[≡]:

Почтовые марки СССР (1961—1962)
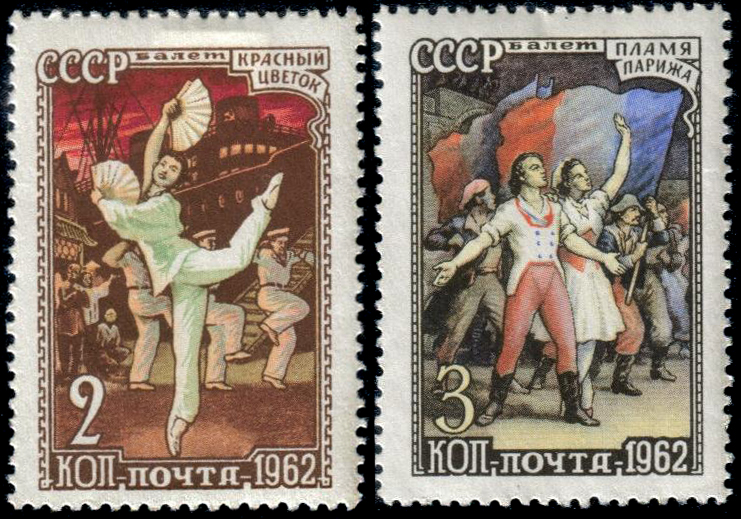
1962: балеты «Красный цветок»[^] и «Пламя Парижа» (ЦФА [АО «Марка»] № 2645, 2646)[^]
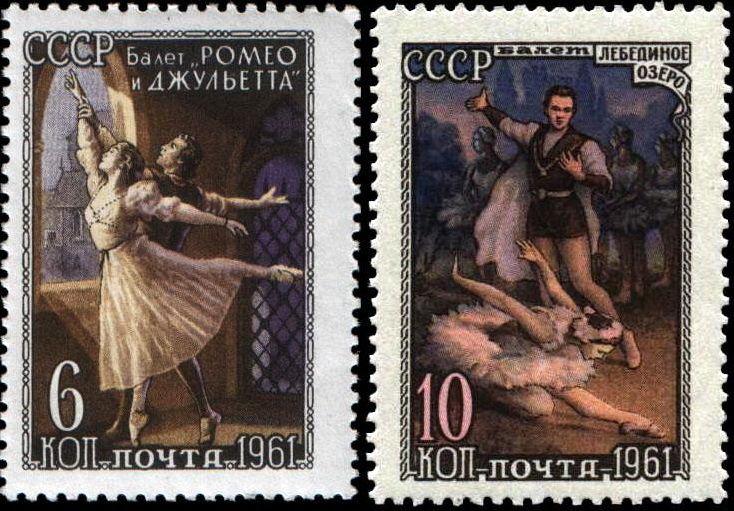
1961: балеты «Ромео и Джульетта»[^] и «Лебединое озеро» (ЦФА [АО «Марка»] № 2647, 2648)[^]

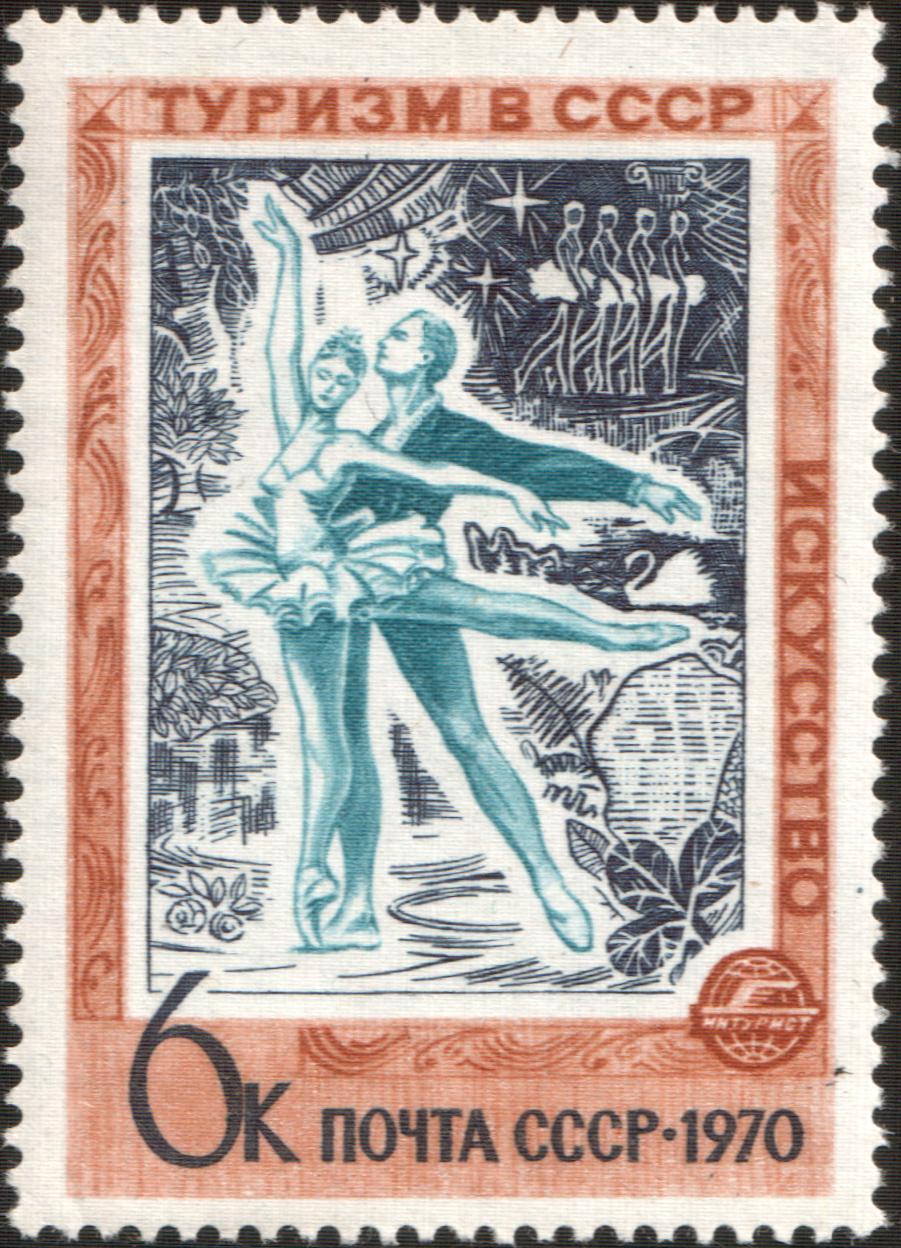
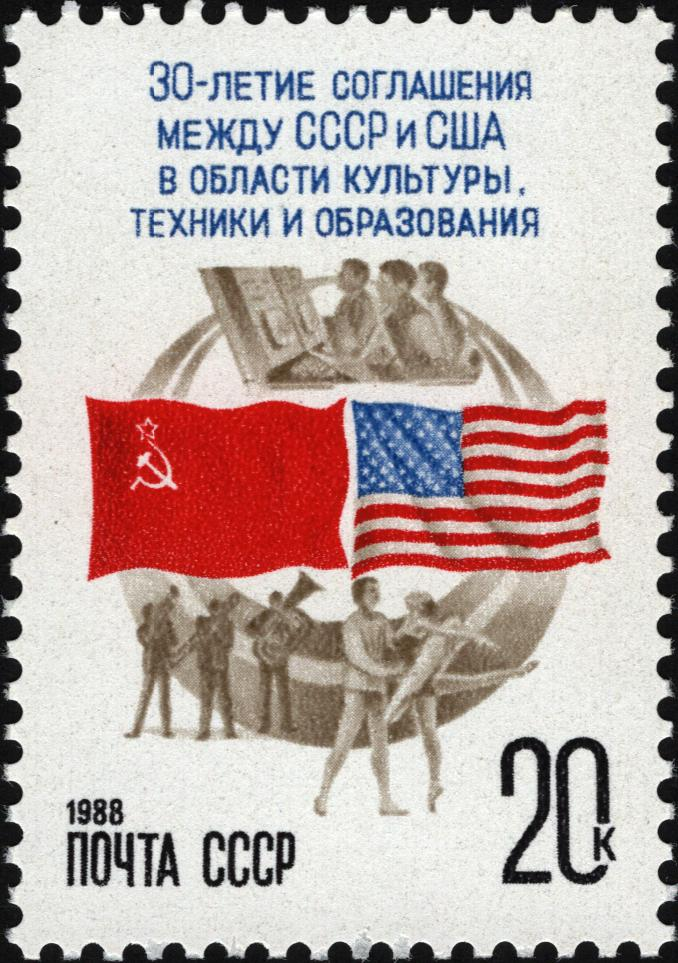

На третьей марке серии представлен балет Сергея Прокофьева «Ромео и Джульетта» в постановке Леонида Лавровского (вероятно, по фильму-балету 1954 года, в роли Джульетты — Галина Уланова, Ромео — Юрий Жданов)[≡]. Заключительная миниатюра серии показывает сюжет из балета «Лебединое озеро», повторяя при этом кадр одноимённого фильма. Экранизацию балета осуществила режиссёр Зоя Тулубьева в 1957 году. В роли Одетты — Майя Плисецкая, принца Зигфрида — Николай Фадеечев[≡].
10 июня 1969 года в Большом театре открылся I Международный конкурс артистов балета в Москве. Этому событию была посвящена марка (ЦФА [АО «Марка»] № 3758), на которой художник Николай Шевцов изобразил артистов балета в танце. За основу изображения были взяты фотографии Майи Плисецкой в партиях Одетты в «Лебедином озере» и принцессы Авроры в «Спящей красавице» (принц Дезире — предположительно Николай Фадеечев)[≡].
В серии 1970 года «Иностранный туризм в СССР» на одной из марок (ЦФА [АО «Марка»] № 3938) художником Анатолием Аксамитом изображена сцена из балета «Лебединое озеро» — изображён дуэт принца Зигфрида и Одетты, четвёрка «маленьких лебедей», а также заколдованные лебеди, плывущие по озеру[≡]:
- 1970: «Лебединое озеро» (ЦФА [АО «Марка»] № 3938)[^]
- 1988: 30-летие соглашения СССР и США в области культуры, техники и образования (ЦФА [АО «Марка»] № 5913)[^]

В 1988 году свет увидела почтовая миниатюра в ознаменование 30-летия соглашения СССР и США в области культуры, техники и образования (ЦФА [АО «Марка»] № 5913), на которой художник Юрий Арцименев нарисовал государственные флаги обеих стран на фоне земного шара, а внизу — дуэт из классического балета[≡].

### Россия
Балет П. И. Чайковского «Щелкунчик» удостоился быть запечатлённым на серии марок России 1992 года (ЦФА [АО «Марка»] № 50—53), вышедшей по случаю 100-летия первой постановки. Премьера балета состоялась в 1892 году в Санкт-Петербурге. Его постановщиком был Лев Иванов, сценаристом — Мариус Петипа. Для рисунка первой миниатюры (ЦФА [АО «Марка»] № 50) художник Юрий Арцименев взял за основу фотографию солистов балета, исполняющих па-де-де Маши (Надежда Павлова) и Принца (Вячеслав Гордеев). Слева внизу виден силуэт Дроссельмайера:

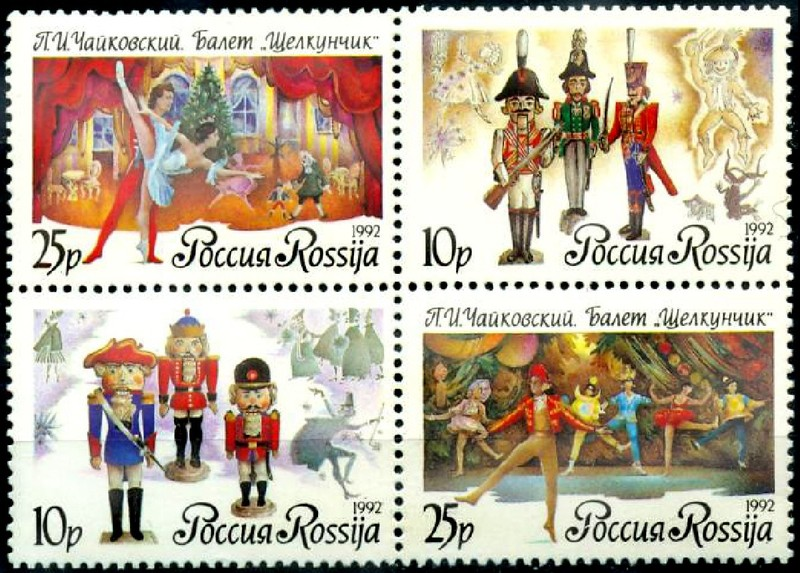
Марки России (1992): балет П. И. Чайковского «Щелкунчик»

На заключительной марки серии «Танец игрушек» различимы русские, китайские, индийские куклы в исполнении артистов Большого театра. Фон марок — декорации к постановке 1966 года Юрия Григоровича. На двух других марках (ЦФА [АО «Марка»] № 51—52) изображены русские и немецкие куклы щелкуны.
В январе 1993 года к 175-летию со дня рождения Мариуса Петипа была издана серия «Русский балет». В центре первой марки серии (ЦФА [АО «Марка»] № 64), созданной художником Юрием Арцименевым, портрет балетмейстера и педагога М. И. Петипа. Справа на миниатюре изображена сцена из балета Эдуара Дельдеве «Пахита». За основу изображения взята фотография, использованная в энциклопедии «Балет». Вероятно, это постановка Музыкального театра имени К. С. Станиславского и В. И. Немировича-Данченко:

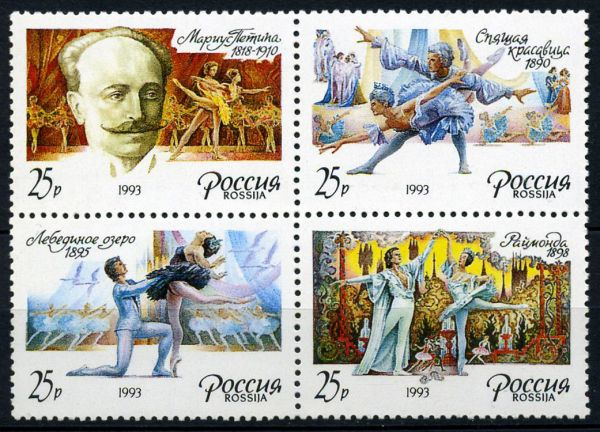
Марки России (1993): Мариус Петипа и балеты в его постановке

На второй марке серии (ЦФА [АО «Марка»] № 65) запечатлён дуэт принца Дезире и Авроры из «Спящей красавицы» П. И. Чайковского. Рисунок марки выполнен по фотографии, на которой запечатлены солисты ГАБТ Екатерина Максимова и Александр Богатырёв (постановка В. А. Лосского 1952 года).
На третьей миниатюре (ЦФА [АО «Марка»] № 66) изображена сцена из третьего действия балета «Лебединое озеро», выполненная также на основе фотографии. Партию принца Зигфрида исполнял Николай Фёдоров, Одиллии — Нина Семизорова. Спектакль шёл в 1956—1975 годах в постановке Асафа Мессерера.
На заключительной марке серии (ЦФА [АО «Марка»] № 67) — сцена из балета А. К. Глазунова «Раймонда» на фоне эскиза декорации к балету художника М. В. Добужинского.
В январе 1995 года «Почта России» ввела в обращение серию из трёх марок и купона «Русский балет. Памяти М. М. Фокина». В центре купона портрет артиста балета, балетмейстера и педагога Михаила Михайловича Фокина по фотографии 1921 года. Справа от портрета изображена сцена из балета «Карнавал». Для рисунка использована фотография 1910 года. Партию Коломбины исполняла Тамара Карсавина, Пьеро — Альфред Больм. Слева — сцена из балета «Призрак Розы» («Видение Розы») на музыку Карла Марии Вебера. Рисунок выполнен по плакату художника Жана Кокто, прославляющему русский балет. Плакат рисовался с фотографии Тамары Карсавиной в роли Девушки и Вацлава Нижинского в роли Призрака Розы:

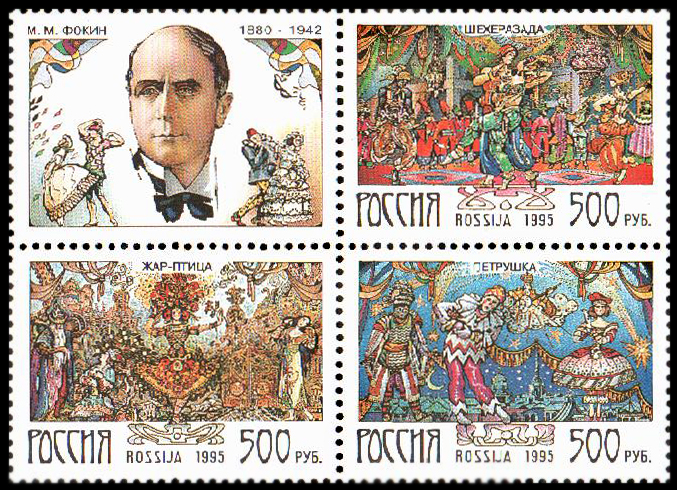
Марки России (1995): Михаил Фокин и балеты в его постановке

На первой марке серии (ЦФА [АО «Марка»] № 191) можно увидеть эпизод из балета-сказки «Шехеразада» на музыку одноименной симфонической сюиты Николая Римского-Корсакова 1888 года. В центре миниатюры танцуют Михаил Фокин (раб) и Вера Фокина (одна из одалисок). Слева изображён Вацлав Нижинский в роли Золотого раба, справа в роли Зобеиды, любимой жены шаха, — Ида Рубинштейн. Между супругами Фокиными и Карсавиной автор миниатюры разместил фигуру Шахрияра, роль которого исполнял Алексей Булгаков.
Следующая марка серии (ЦФА [АО «Марка»] № 192) посвящена балету Игоря Стравинского «Жар-птица». Рисунки декораций и костюмов на марке выполнены по эскизам художника А. Головина (кроме костюмов Жар-птицы и Ненаглядной Красы — их автор Леон Бакст). Справа в роли Царевны Ненаглядной Красы — Вера Фокина, слева — Кащей Бессмертный — Алексей Булгаков и Иван-Царевич — Михаил Фокин. В центре миниатюры в роли Жар-птицы — Т. Карсавина.
Сцены из балета «Петрушка» изображены на заключительной марке серии (ЦФА [АО «Марка»] № 193). Постановка балета была осуществлена антрепризой Сергея Дягилева в период третьего Русского сезона в 1911 году в парижском театре Шатле. В центре марки на фоновом рисунке, выполненном по декорациям Александра Бенуа и в костюмах, созданных им, изображены: Петрушка, которого танцевал Михаил Фокин. Слева изображён Арап — артист Александр Орлов. Справа в роли Куклы — Тамара Карсавина.
В августе 1996 года к 125-летию со дня рождения Александра Горского была издана серия «Балеты А. А. Горского». В центре первой марки серии (ЦФА [АО «Марка»] № 309) портрет артиста балета, балетмейстера и педагога А. А. Горского. Композицию марки дополняют фрагменты из балетов «Дочь Гудулы» на музыку А. Ю. Симона (1902) и «Саламбо» на музыку А. Ф. Арендса (1910):

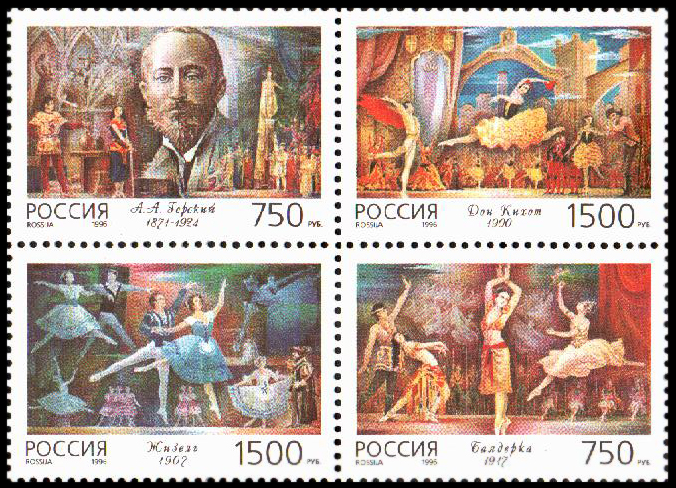
Марки России (1996): Александр Горский и балеты в его постановке

На остальных марках серии (ЦФА [АО «Марка»] № 310—312) запечатлены сцены из балетов, переработанные А. А. Горским: «Дон Кихот» Л. Ф. Минкуса (1900), «Жизель» А. Адана (1907) и «Баядерка» Л. Ф. Минкуса (1917).
В сентябре 2000 года в рамках проекта «Россия. XX век» вышел малый лист из 12 марок, пропагандирующих культуру России, который был создан художником Ю. Арцименевым. На первой марке листа (ЦФА [АО «Марка»] № 617) изображены фигуры организатора «Русских сезонов» Сергея Дягилева, композитора И. Ф. Стравинского, артиста и балетмейстера В. Ф. Нижинского в роли Петрушки (балет «Петрушка» 1911 года). В центре — рисунок с плаката, изображающий артистку балета А. П. Павлову, справа — В. Ф. Нижинский в роли раба (балет «Шехеразада»)[≡]:

Марки России (2000): «Культура России (XX век)»
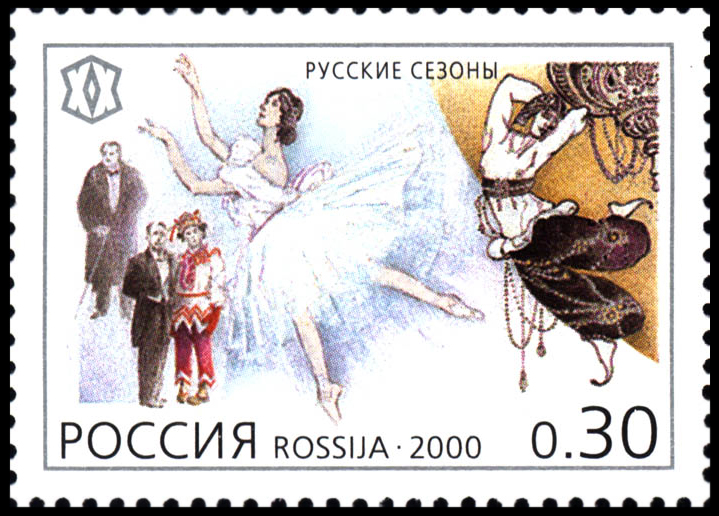
«Русские сезоны» (ЦФА [АО «Марка»] № 617)[^]
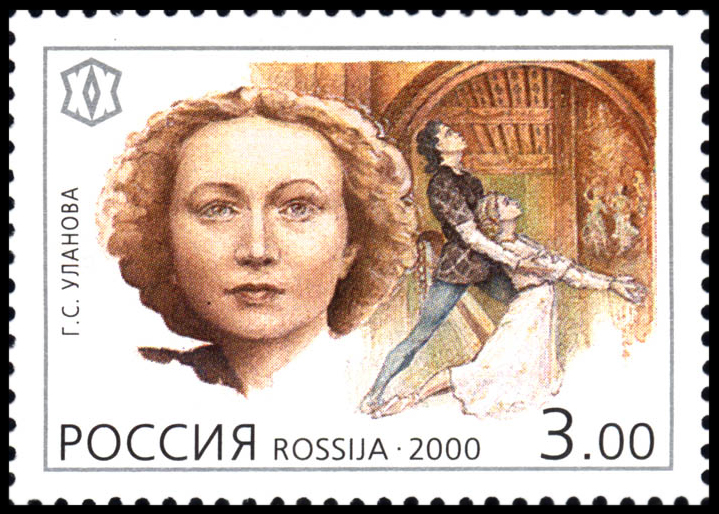
Галина Уланова (ЦФА [АО «Марка»] № 625)[^]

Девятая марка (ЦФА [АО «Марка»] № 625) листа воспевает знаменитую артистку балета Галину Уланову. Справа от портрета изображена сцена из балета С. С. Прокофьева «Ромео и Джульетта» в постановке 1940 года. В роли Джульетты — Г. С. Уланова, Ромео — К. М. Сергеев[≡].

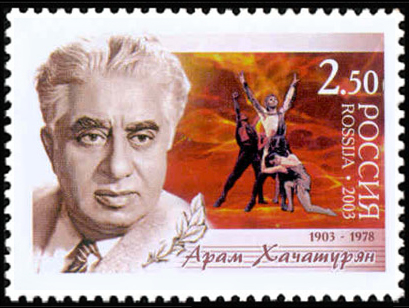

Балет стал мотивом одной из марок (ЦФА [АО «Марка»] № 653) третьего стандартного выпуска России, появившегося в январе 2001 года. На ней художник Юрий Арцименев изобразил танцующую балерину — Габриэлу Комлеву в роли Китри (балет «Дон Кихот»).
В апреле 2003 года почтовое ведомство России эмитировало марку, отметившую 100-летие со дня рождения армянского советского композитора, дирижёра, педагога, музыкально-общественного деятеля, народного артиста СССР Арама Хачатуряна (ЦФА [АО «Марка»] № 845). Справа от портрета изображена сцена из балета «Спартак»[≡].

### Прочие филателистические материалы

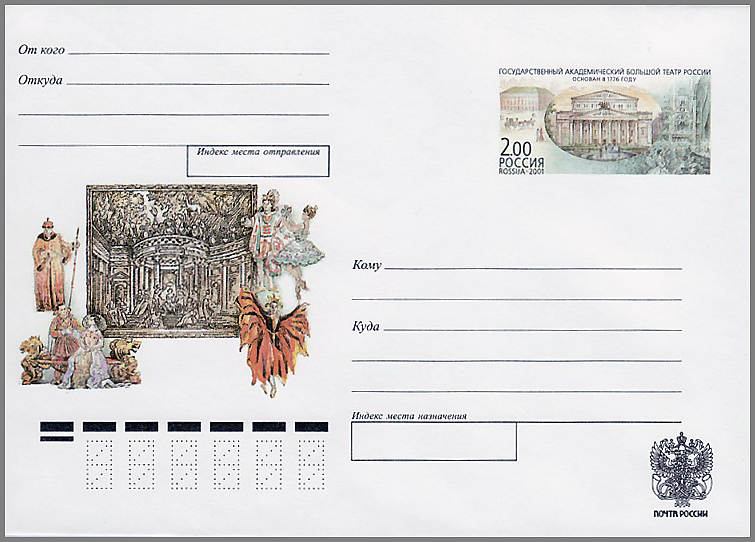
2001: 225-летие Большого театра. Художник Ю. Арцименев

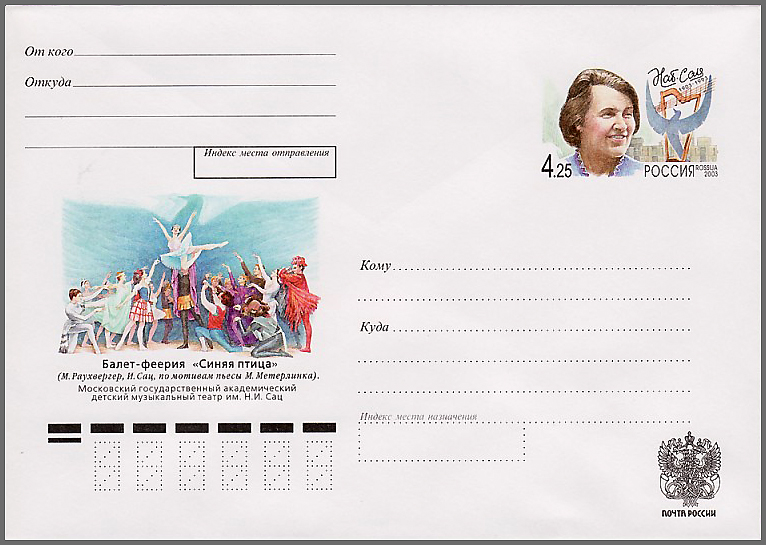
2003: 100 лет со дня рождения Наталии Сац, театрального режиссёра. Балет-феерия «Синяя птица». Художник Б. Илюхин

Помимо марок, почта СССР и почтовая служба России издавали на балетную тематику художественные маркированные конверты (ХМК), конверты с оригинальной маркой (КсОМ) и односторонние почтовые карточки с оригинальной маркой (ОПКсОМ).
Так, в 1990 году почтовая служба СССР подготовила КсОМ в связи со 125-летием со дня рождения композитора А. К. Глазунова. На марке изображён портрет композитора, а на иллюстрации конверта изображён зал имени Глазунова Санкт-Петербургской консерватории и сцена из балета «Раймонда».
В марте 1997 года к 125-летию со дня рождения Сергея Дягилева была отпечатана ОПКсОМ. На марке изображён портрет С. Дягилева на фоне сцен из балетов М. Фокина: слева — «Призрак Розы», справа — «Шехеразада»[≡]. На карточке в центре изображена балерина Т. Карсавина в балете «Призрак Розы» (по плакату Ж. Кокто «Русский балет»), справа шарж Ж. Кокто на С. П. Дягилева:

Оригинальные марки России
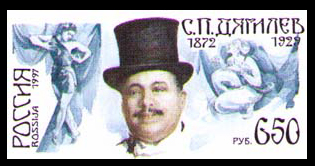
1997: Сергей Дягилев (на почтовой карточке)[^]
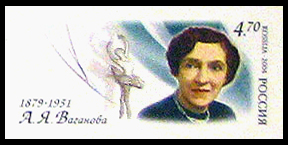
2004: Агриппина Ваганова (на конверте)[^]

В 2004 году «Почта России» организовала издание КсОМ по случаю 125-летия со дня рождения выдающейся русской балерины, педагога, балетмейстера А. Я. Вагановой[≡]:

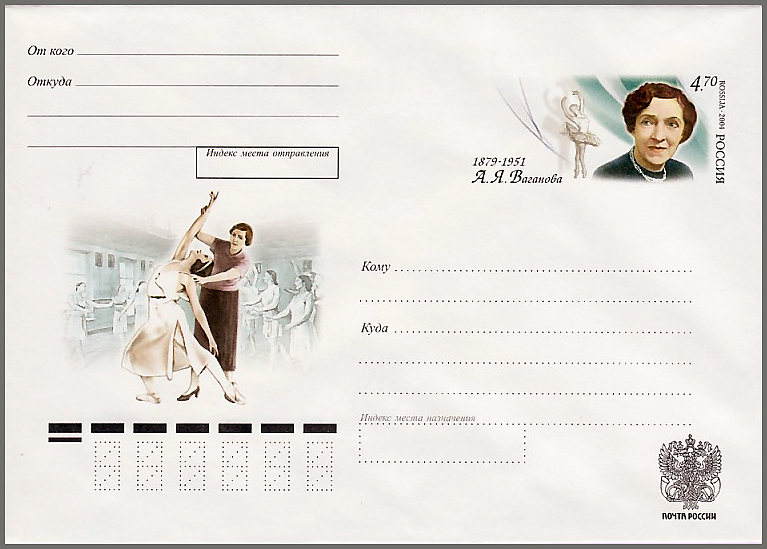
Конверт с оригинальной маркой России (2004): 125-летие со дня рождения Агриппины Вагановой, балерины, балетмейстера и педагога. Художник Х. Бетрединова

В 2007 году увидел свет ХМК, приуроченный к 100-летнему юбилею русского балетмейстера, режиссёра и педагога Ростислава Захарова.

## Выпуски других стран
Марки на балетную тематику эмитировали также Куба, Болгария, Грузия[≡][≡][≡], Аргентина, Монако[≡], Бельгия, Франция, Сан-Марино[≡][≡][≡], Танзания, Панама, Австралия, Австрия, Аджман, Албания[≡][≡], Монголия[≡], Швеция (марка, посвящённая балету Сергея Прокофьева «Ромео и Джульетта», вышла в 1975 году (Sc #1141)), Белоруссия[≡][≡][≡][≡][≡], Германия[≡], Украина[≡][≡][≡], Польша, США, Дания, Великобритания, Китай, Молдавия, Турция, Экваториальная Гвинея, Никарагуа и другие страны.

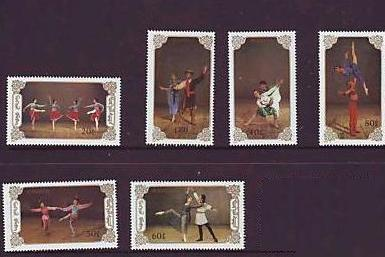

### Аргентина
В 2005 году почта Аргентины осуществила издание серии из двух марок (Sc #2351a, 2351b) в честь 80-летия создания в театре Колон постоянной балетной труппы. Одна из марок (Sc #2351a) посвящена знаменитому аргентинскому танцовщику Хулио Бокка (род. 1967), не раз танцевавшему на сценах Большого и Мариинского театров в спектаклях Бориса Эйфмана.

### Белоруссия
В 2000 году почта Белоруссии выпустила серию «Белорусский балет» (Sc #351, 352), оформленную художником А. Гопиенко и состоящую из марки и почтового блока. На марке изображён дуэт Адама и Евы из арт-рок-балета «Сотворение мира» Андрея Петрова. Впервые балет был поставлен в 1971 году на сцене Ленинградского академического театра. Рисунок марки выполнен по фотографии, на которой запечатлены солисты Национального академического Большого театра балета Республики Беларусь (НАБТБ РБ) Наталья Рябцева и Владимир Долгих (постановка Валентина Елизарьева, 1976)[≡]:

Марки Белоруссии «Белорусский балет» (2000)
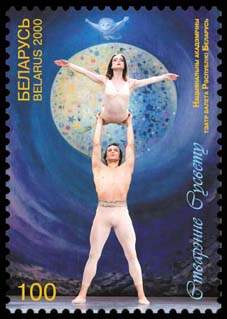
Балет «Сотворение мира» (Sc #351)[^][^]
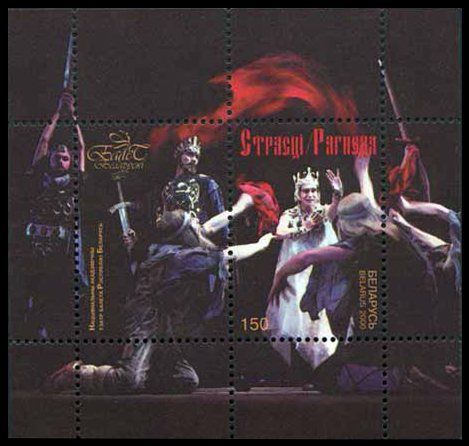
Балет «Страсти» («Рогнеда»; почтовый блок) (Sc #352)[^][^]

На блоке изображена сцена из балета «Страсти» («Рогнеда») Андрея Мдивани, выполненная по фотографии, на которой запечатлены актёры НАБТБ РБ. Впервые балет был поставлен в 1995 году в НАБТБ РБ в Минске Валентином Елизарьевым. В роли Рогнеды — Ирина Еромкина[≡]:

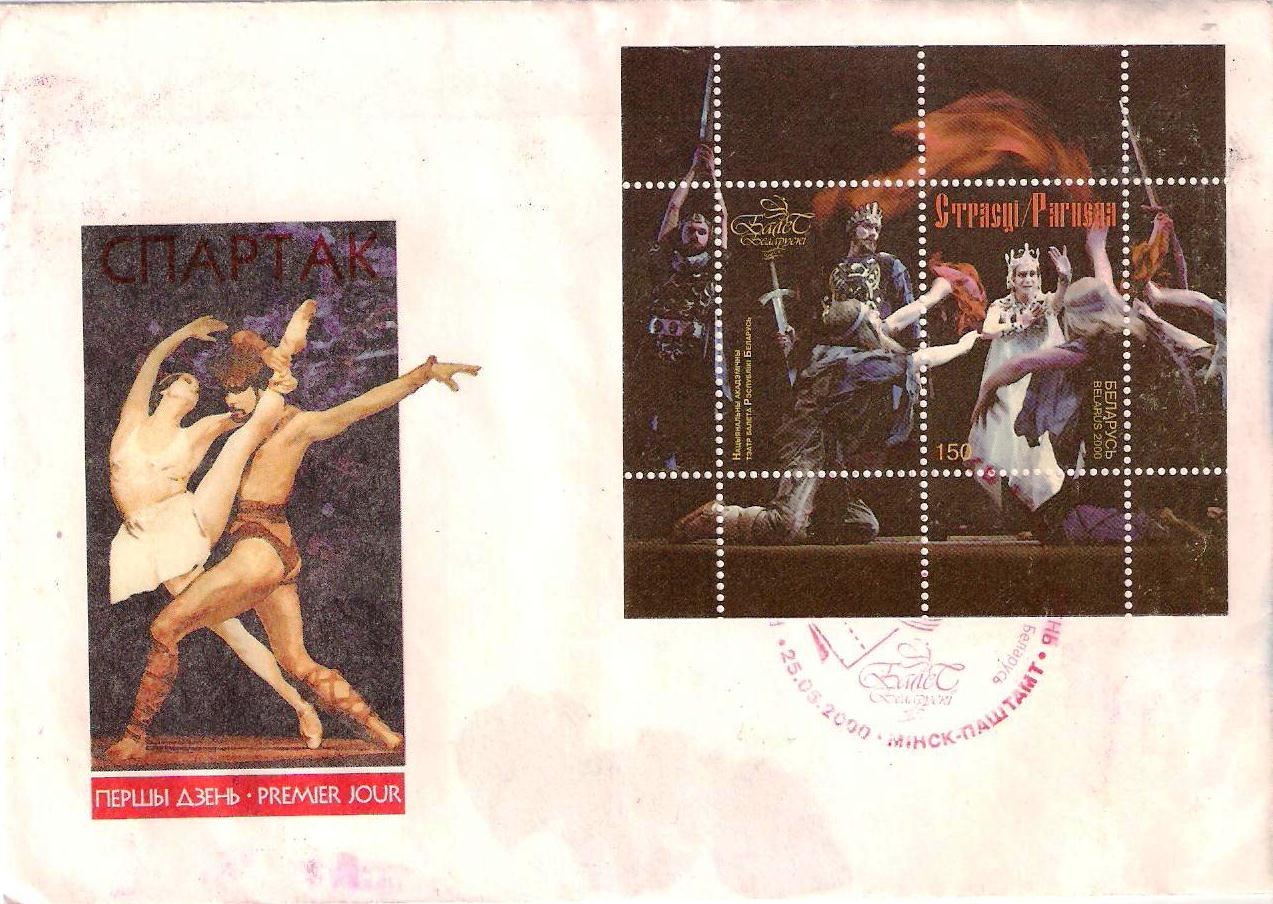
. На рисунке конверта изображена также сцена из балета «Спартак». Художник — А. Гопиенко. Тираж 5000 экземпляров

В 2013 году в серии «Театры Белоруссии» выходили почтовая миниатюра и, соответственно, малый лист, чествовавшие творческие достижения коллектива НАБТБ РБ (художественное оформление Анны Малаш). На марке справа представлена сцена из балета «Лебединое озеро», в которой были задействованы народные артисты Республики Беларусь Ольга Гайко и Игорь Артамонов[≡]. На купонах малого листа можно видеть сцены из других спектаклей, составляющих балетный репертуар театра[≡]:

Большой театр оперы и балета Республики Беларусь в серии марок Белоруссии «Театры Белоруссии» (2013)
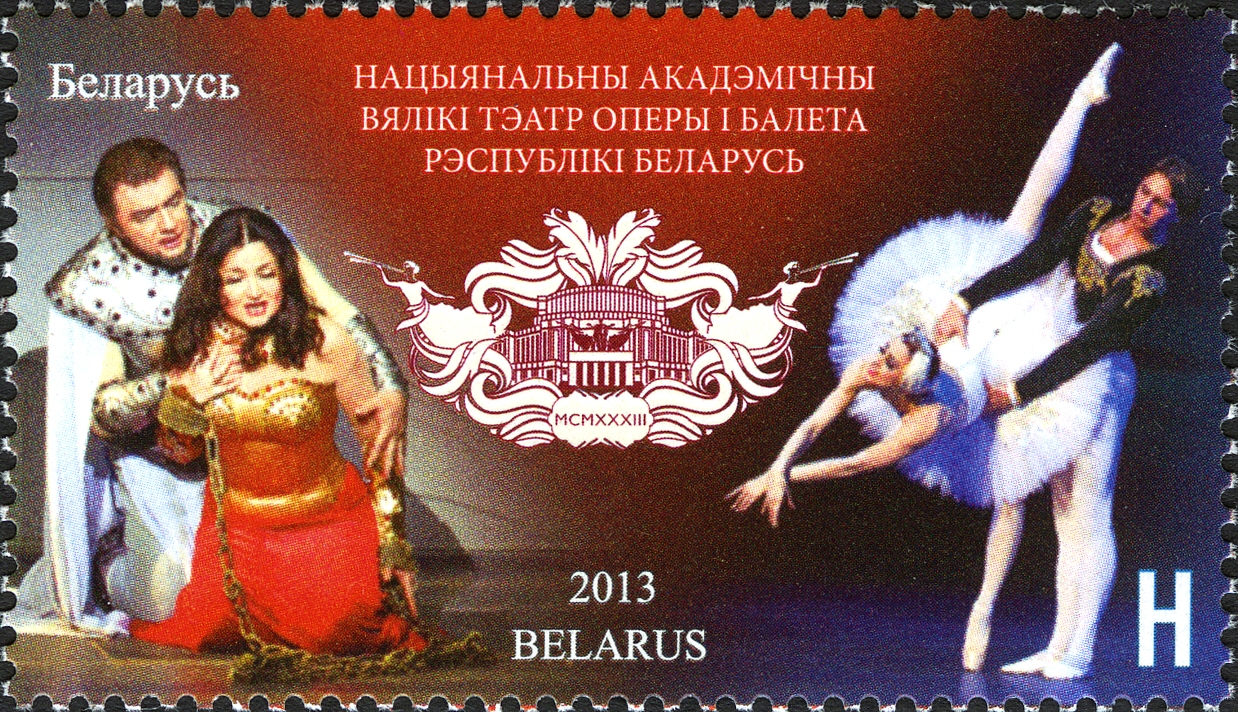
Почтовая марка: балет «Лебединое озеро» (справа)[^][^]
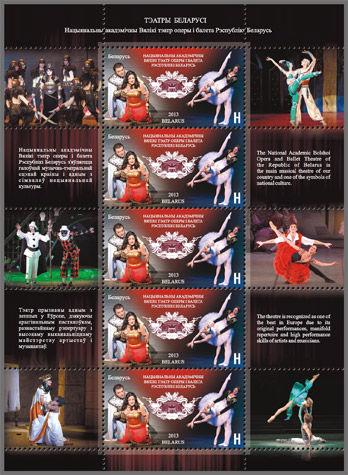
Малый лист[^][^]

### Болгария
В июле 1965 года Болгария издала почтовую миниатюру, посвящённую 2-му Международному конкурсу артистов балета в Варне (Sc #1423). Первую премию и золотую медаль на этом конкурсе получила советская балерина Наталья Бессмертнова.
В сентябре 1980 года почта Болгарии напечатала марку, посвящённую 10-му Международному конкурсу артистов балета в Варне (Sc #2694). Лауреатом первой премии на этом конкурсе стал советский танцовщик-премьер Станислав Исаев (род. 1956).

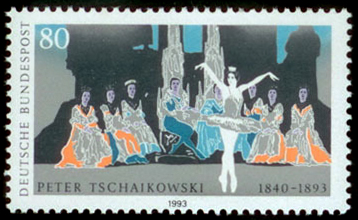

### Гвинея
В 1978 году почтовое ведомство Гвинеи предложило серию из шести марок, посвящённых 60-летию Октябрьской революции 1917 года в России. На авиапочтовой марке (Sc #C143) номиналом в 10 сили, помещены сцены из балетов «Лебединое озеро», «Дон Кихот» и «Ромео и Джульетта».

### Германия
В 1993 году немецкая почта приурочила марку к 100-летию со дня смерти П. И. Чайковского (Sc #1814), на которой изображена сцена из балета «Лебединое озеро»[≡].

### Грузия

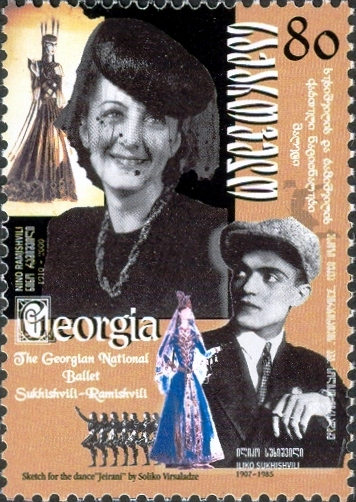

В феврале 2002 года в Грузии вышла серия из трёх марок «Грузинский национальный балет» (Sc #277—279), одна из которых была посвящёна советским и грузинским артистам балета, балетмейстерам Нине Рамишвили и Илье Сухишвили[≡]. На двух других марках изображены костюмы, созданные Симоном Вирсаладзе для Ансамбля народного танца Грузии. Художник марок — Б. Коблианидзе.
В декабре 2005 года грузинская почта издала серию из двух марок «Грузинский балет». На первой марке (Mi #488) изображена советская грузинская балерина, народная артистка Грузинской ССР Вера Цигнадзе[≡], на второй (Mi #489) — советский грузинский артист балета, балетмейстер, педагог, народный артист СССР Вахтанг Чабукиани[≡]:
| Почтовые марки Грузии «Грузинский балет» (2005)                                | Почтовые марки Грузии «Грузинский балет» (2005) |
| ------------------------------------------------------------------------------ | ----------------------------------------------- |
|                                                                                |                                                 |
| 40 лари — Вера Цигнадзе (Mi #488)[^], 50 лари — Вахтанг Чабукиани (Mi #489)[^] |                                                 |

### Дания
В 1959 году почта Дании эмитировала марку (Mi #374; Yt #382; SG #417), посвящённую Датскому фестивалю балета и музыки, проходившему в Королевском театре Копенгагена с 17 по 31 мая. На марке изображена балерина Маргрете Шанне (дат. Margrethe Schanne) в сцене из классического балета Августа Бурнонвиля «Сильфида» (1836). Рисунок марки был впоследствии повторён в выпусках, посвящённых фестивалю, проходившему с 15 по 31 мая 1962 года (Sc #401) и с 15 по 31 мая 1965 года (Sc #422).
Август Бурнонвиль был несколько раз отмечен на датских марках: в 1979 году к 100-летию со дня смерти балетмейстера вышла миниатюра с изображением балерины (Mi #696); в 2005 году в честь 200-летнего юбилея Августа Бурнонвиля была изготовлена серия из двух марок (Mi #1403, 1404), на каждой из которых помещён автограф балетмейстера и его портрет с миниатюры на медальоне Жака Тюртена (фр. Jean Jacques Turretin). На первой марке также изображён силуэт танцора, в характерном для школы Бурнонвиля прыжке, а на второй — силуэты танцовщиков в сцене из балета «Народное сказание». Одновременно марки были воспроизведены в блоке (Mi #Block25), на полях которого изображены танцовщики, демонстрирующие характерное для школы Бурнонвиля положение «пятая, bras à la lyre» (стопы в пятой позиции, руки округлены над головой), фоном служит страница из сценарного плана балета «Неаполь».
В 1986 году в честь 200-летия премьеры балета Винченцо Галеотти «Причуды Купидона и Балетмейстера» (дат. «Amors og Balletmesterens Luner»), старейшего из сохранившихся балетов в мировом репертуаре, была выпущена марка, изображающая балерину в роли Купидона (Mi #885).

### Казахстан
В 2009 году «Казпочта» произвела в серии «Театральное искусство» выпуск почтового блока из шести марок на тему «Балет» (Mi #653—658). Печать марок была выполнена офсетным способом в четыре краски, перфорация марок круглая, размер марки — 40 O, размер блока — 162 × 132 мм. Автор дизайна — художник Данияр Мухамеджанов. Блоки печатались на Пекинской фабрике знаков почтовой оплаты (КНР):

Марки почтового блока Казахстана «Театральное искусство. Балет» (2009)
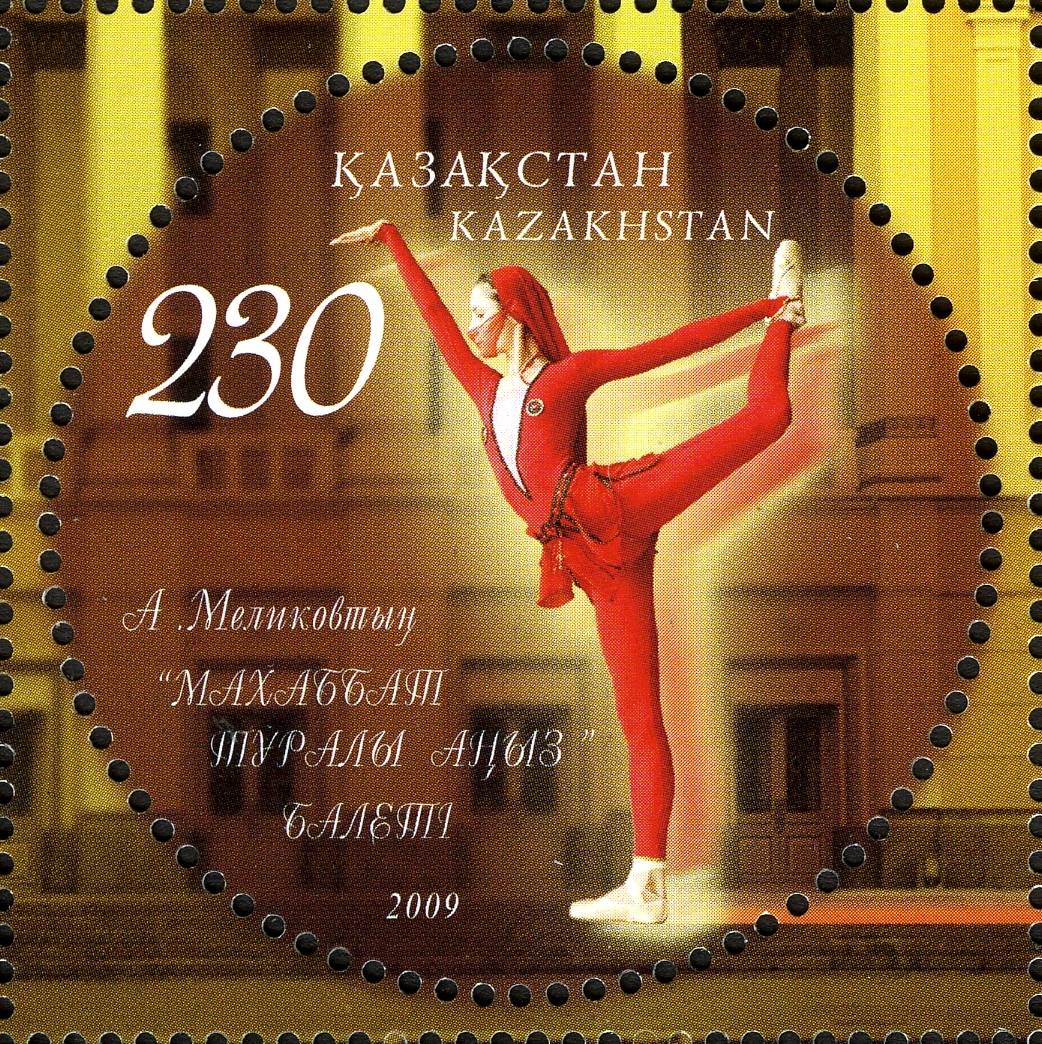
«Легенда о любви» А. Меликова (Mi #653)
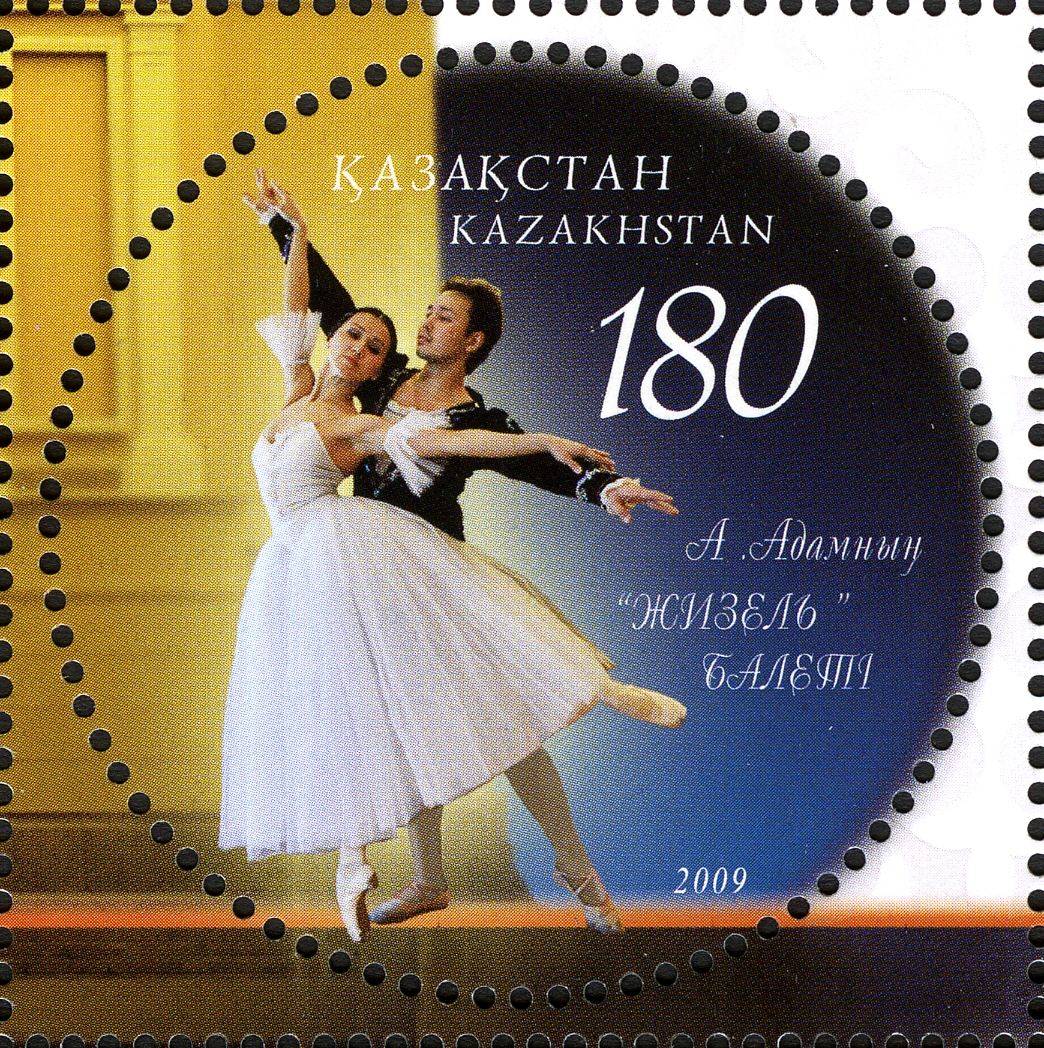
«Жизель» А. Адана (Mi #654)
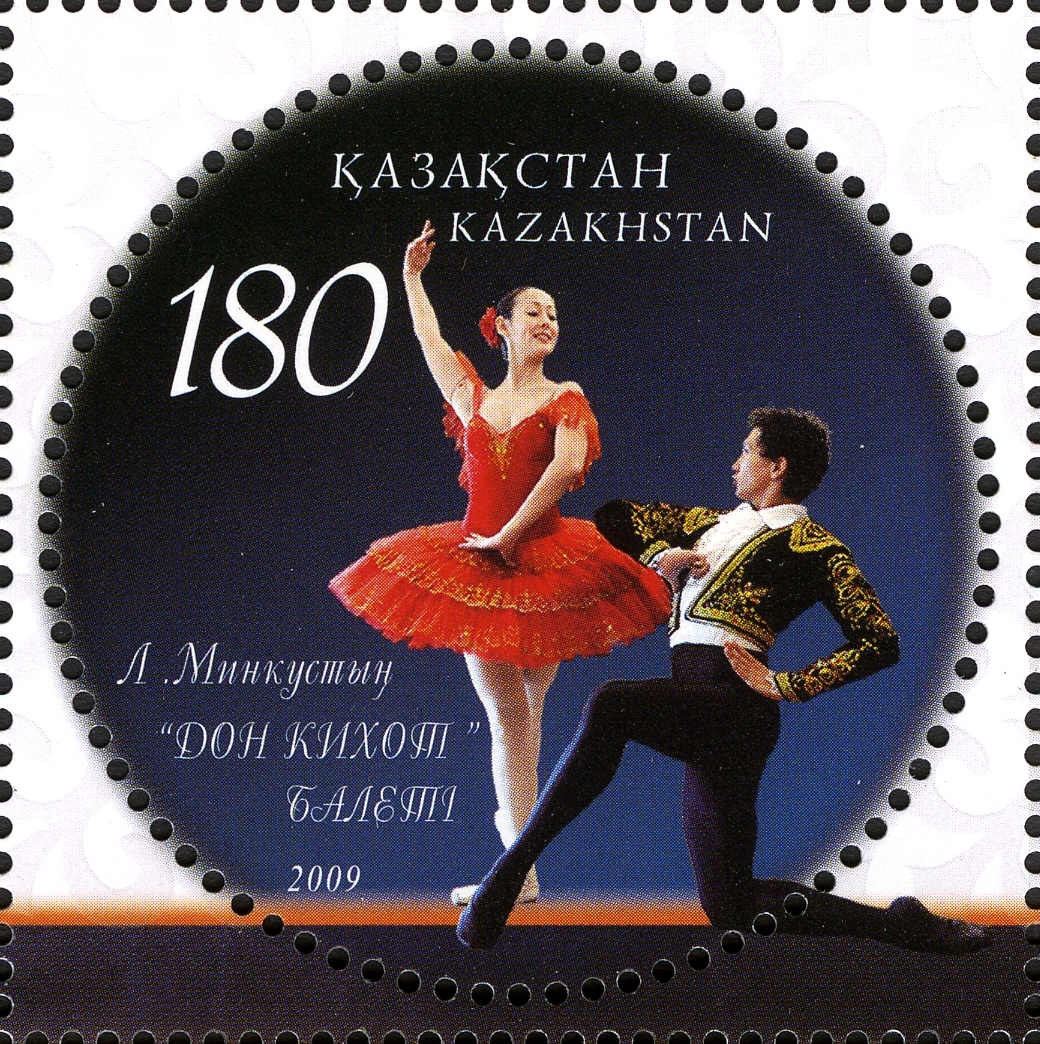
«Дон Кихот» Л. Минкуса (Mi #655)
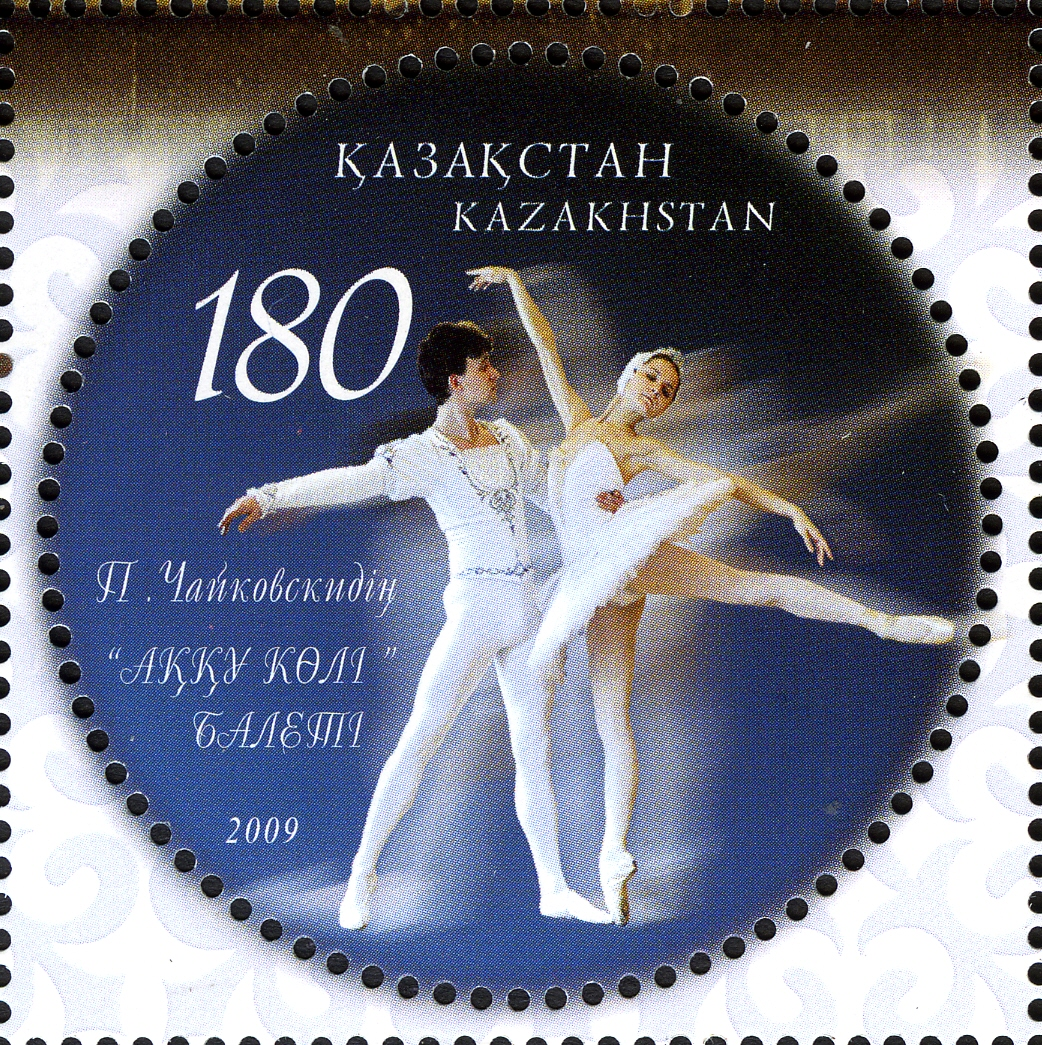
«Лебединое озеро» П. Чайковского (Mi #656)
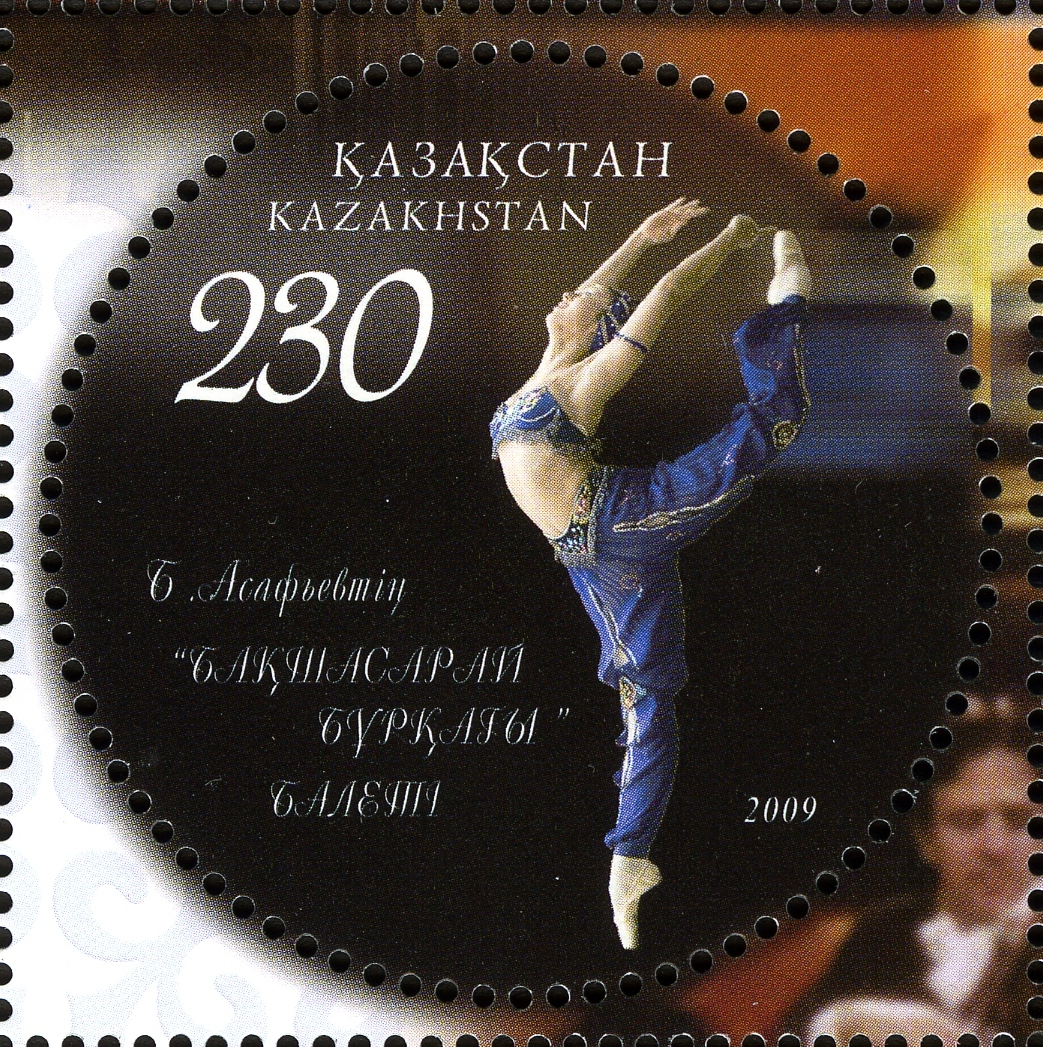
«Бахчисарайский фонтан» Б. Асафьева (Mi #657)
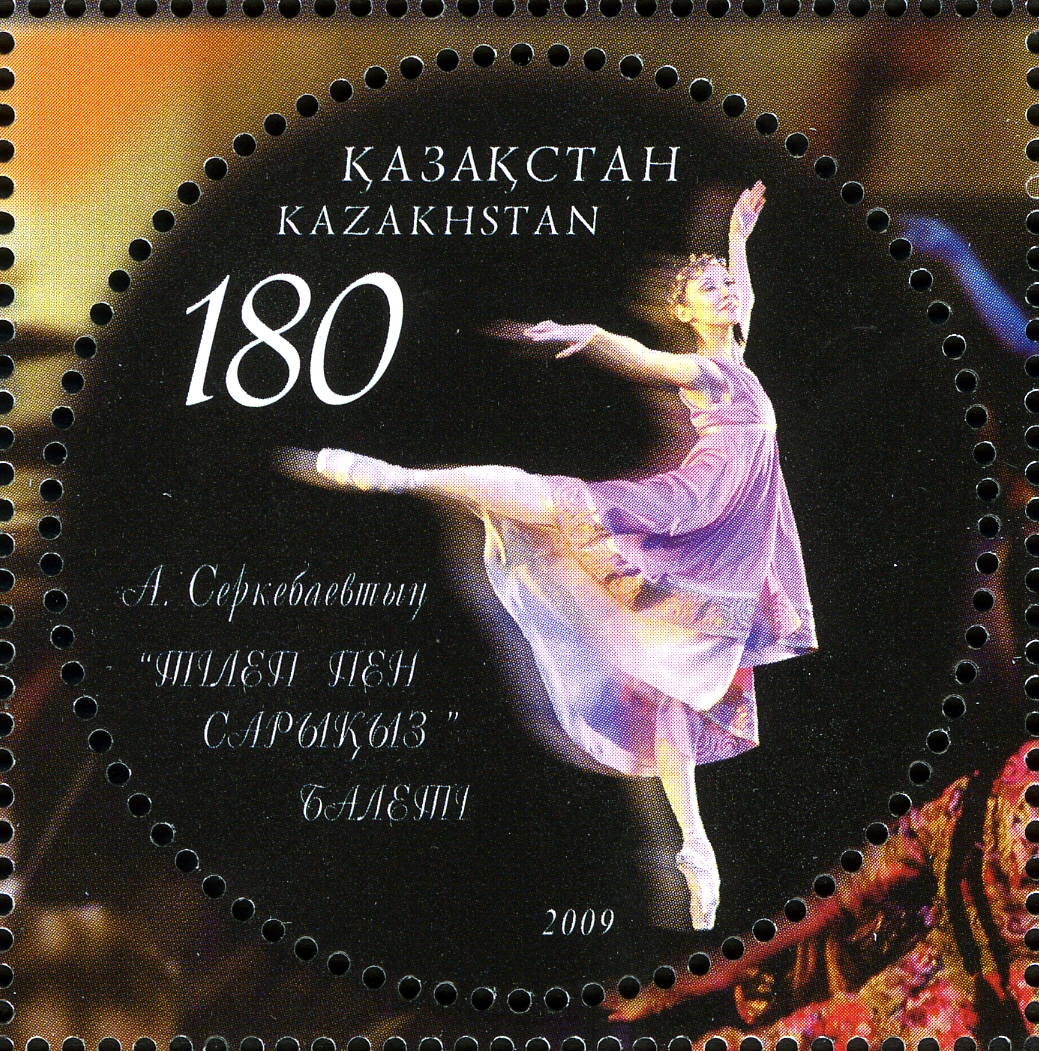
«Тлеп и Сарыкыз» А. Серкебаева (Mi #658)

### Куба
В 1967 году кубинская почта подготовила серию из шести марок, посвящённую Международному фестивалю балета в Гаване. Этот фестиваль, впервые проводившийся в 1960 году, считается одним из самых престижных в мировом балете. На марках серии показаны сцены из балетов «Жизель» (Sc #1232), «Лебединое озеро» (Sc #1233 и 1236), «Дон Кихот» (Sc #1234), исп. «Calaucán» (постановка чилийского хореографа Патрисио Бунстера) (Sc #1235) и «Щелкунчик» (Sc #1237).
В 1976 году вышла серия из шести марок, посвящённая 5-му Международному фестивалю балета в Гаване. На марках представлены сцены из балетов: «Аполлон Мусагет» на музыку И. Ф. Стравинского (Sc #2094), «Река и Лес» («El río y el bosque») кубинского хореографа Альберто Мендеса (Sc #2095), «Жизель» (Sc #2096), «Царь Эдип», постановка Хорхе Лефебра на музыку Лео Брауэра (на марке изображена кубинская балерина, ученица Николая Яворского Алисия Алонсо) (Sc #2097), «Кармен-сюита» Родиона Щедрина (Sc #2098) и «Песня природы» («Canto vital») на музыку Г. Малера, поставленный в 1973 году для Национального балета Кубы хореографом Азарием Плисецким (Sc #2099).
В 1993 году почта Кубы отметила 100-летие со дня смерти П. И. Чайковского серией из четырёх марок. На второй марке серии изображена сцена из балета «Лебединое озеро» (Sc #3541).
Кроме того, Куба посвятила ряд марок своему Национальному балету. В 2003 году появилась также марка к 60-летию постановки балета «Жизель» с участием Алисии Алонсо в главной роли (Sc #4356).

### Монако
В 1966 году в честь столетия Монте-Карло почтовая служба Монако напечатала серию из девяти миниатюр. На одной из марок серии (Mi #831; Sc #636) помещены портреты основателя оперного театра в княжестве Рене Блюма, Сергея Дягилева и В. Нижинского в роли Петрушки в одноимённом балете И. Стравинского.
В ноябре 1979 года почта Монако запустила в обращение балетную серию из шести марок в честь 100-летия открытия Оперного театра Монте-Карло, первоначально именовавшегося «Зал Гарнье». На марках представлены сцены из различных балетов. На первой марке (Mi #1384) изображена сцена из балета «Лани» (1924) Франсиса Пуленка. Вторая марка (Mi #1385) посвящена балету Жоржа Орика «Матросы», поставленному Дягилевской антрепризой в 1925 году. На третьей миниатюре (Mi #1386) запечатлена сцена из балета «Призрак Розы» («Видение Розы») Михаила Фокина. Рисунок выполнен по плакату художника Жана Кокто 1911 года. На четвёртой марке (Mi #1387) изображена сцена из балета «Парижское веселье», поставленного в 1938 году Леонидом Мясиным на музыку Жака Оффенбаха. Пятая марка (Mi #1388) серии представляет сцену из балета «Саломея» на музыку Рихарда Штрауса. На заключительной марке серии изображена аллегория «инструментальная музыка» и декорация «Зала Гарнье» Гюстава Буланже.

В 1982 году вышла пятимарочная серия, посвящённая выдающимся деятелям искусств. На одной из марок (Mi #1554; Sc #1347) была запечатлена русская балерина Анна Павлова.
В 1986 году монакская почта отметила 75-летие создания балета в Монте-Карло изданием марки с портретом Сергея Дягилева, работы Валентина Серова (Mi #1758)[≡].
В честь 850-летия Москвы почтовая администрация Монако издала в ноябре 1997 года марку (Mi #2386), на которой изображён танцор Русского балета Дягилева В. Нижинский на фоне собора Василия Блаженного.
В июне 2004 года вышла миниатюра в честь 95-летия «Русского балета в Монте-Карло». На марке изображены портреты Сергея Дягилева и хореографа Джорджа Баланчина, основоположника американского балета и современного балетного искусства в целом. Слева от портретов помещены фигуры танцоров балета.
В мае 2009 года в Монако поступили в продажу две почтовые марки «Столетие Русского балета Дягилева», созданные русским художником Георгием Шишкиным.

### Никарагуа
В 1977 году Никарагуа подготовила рождественскую серию из 10 марок и блока (Sc #1056—1065, C931), посвящёную балету «Щелкунчик» П. И. Чайковского. На марках изображены следующие сцены из балета: «Танец „Празднование Рождества“», «Танец кукол», «Танец Клары и снежинок», «Танец Феи снега и Принца», «Вальс снежных хлопьев», «Па-де-де» (Принц Оршад и Фея Драже), «Вальс цветов», «Китайский танец», «Матушка Жигонь» («Сеньора Бонбоньерра» — текст на марке), «Арабский танец», финальная сцена (блок).

### Новая Зеландия
В 2003 году Королевский балет Новой Зеландии отмечал своё 50-летие. Это событие было отмечено серией из пяти почтовых марок, с изображением сцен из балетов, поставленных в разное время новозеландской труппой.
Открывает серию марка (Sc #1855) с изображением сцены из балета «Carmina Burana» («Карми́на Бура́на»), поставленного в 1971 году по сценической кантате Карла Орфа Бернардом Хурсоу (англ. Bernard Hourseau) и известным новозеландским танцовщиком Джоном Триммером.
На второй марке (Sc #1856) представлена сцена из балета «Бабочка», поставленный в 1989 году балетмейстером Полом Дженденом (Paul Jenden), обновившим его хореографический стиль. Этот балет был специально разработан известной балериной XIX века Марией Тальони для дебютантки Эммы Ливри. Впервые он был поставлен в 1860 году на сцене Императорского оперного театра в Париже.
На третьей миниатюре (Sc #1857) изображена сцена из балета Сергея Прокофьева «Золушка», который был поставлен Королевским балетом Новой Зеландии в 2000 году[≡].
Четвёртая марка (Sc #1858) представляет балет «FrENZy», сочетающий в себе культуру маори, современный танец и музыку. Он был поставлен в 2001 году новозеландцем Марком Болдуиным).
На заключительной марке (Sc #1859) серии представлена сцена из балета П. И. Чайковского «Лебединое озеро», поставленного Королевским балетом в 2002 году.

### Польша
В сентябре 1972 года польская почта выпуском восьмимарочной серии отметила 100-летие со дня рождения композитора Станислава Монюшко. На первой марке (Mi #2174) изображена сцена из балета С. Монюшко «На квартире» (пол. «Na kwaterunku») 1868 года в постановке комической оперы в Гливице.
В 1985 году почта Польши отпраздновала 200-летие польского балета эмиссией двух марок (Mi #3005—3006). На марках условно изображены прима-балерина и солист балета.

### Сан-Марино
В 1989 году почта Сан-Марино предложила серию из трёх марок, посвящённую Рудольфу Нурееву. На миниатюрах представлены несколько ролей танцовщика. На первой марке (Mi #1424) представлен балет «Маргарита и Арман», поставленный в 1963 году балетмейстером Ф. Аштоном специально для Рудольфа Нуриева и английской балерины Марго Фонтейн[≡]. Вторая марка (Mi #1425) посвящена балету И. Ф. Стравинского «Аполлон Мусагет» в постановке Дж. Баланчина[≡]. Заключительная марка серии (Mi #1426) воспроизводит кадр из фильма «Валентино», снятого в 1977 году режиссёром Кеном Расселом, в котором Нуреев сыграл главную роль[≡]:
| Почтовые марки Сан-Марино, посвящённые Р. Нурееву (1989)                                                                                            | Почтовые марки Сан-Марино, посвящённые Р. Нурееву (1989) |
| --- | -------------------------------------------------------- |
| |                                                          |
| 1200 лир — балет «Маргарита и Арман» (Mi #1424)[^], 1500 лир — «Аполлон Мусагет» (Mi #1425)[^], 1700 лир — кадр из фильма «Валентино» (Mi #1424)[^] |                                                          |

### Танзания
В августе 1999 года Почтовая корпорация Танзании издала серию из четырёх марок и двух блоков, посвящённую искусству балета Большого и Мариинского театров. Открывает серию марка (Sc #2049) с изображением сцены из балета «Ромео и Джульетта» Сергея Прокофьева.
На второй марке (Sc #2050) изображена Майя Плисецкая, исполняющая хореографическую миниатюру «Умирающий лебедь», поставленную в 1907 году М. Фокиным. На третьей марке (Sc #2051) запечатлён дуэт графа Альберта (Ирек Мухамедов) и Жизели (Людмила Семеняка) из балета Адольфа Шарля Адана «Жизель». На заключительной марке серии (Sc #2052) изображён Владимир Васильев в балете «Спартак». На блоках (Sc #2053, 2054) представлены сцены из балетов «Жар-птица» И. Стравинского и «Лебединое озеро» (Одетта и Одиллия — Наталья Бессмертнова, Принц — Михаил Лавровский).

### Украина
В 2002 году вышел почтовый блок, посвящённый украинским театрам оперы и балета. В блоке две марки: на первой (Sc #265a) представлен Донецкий академический государственный театр оперы и балета имени А. Б. Соловьяненко, на второй (Sc #265b) — Днепропетровский государственный театр оперы и балета. На полях блока помещена фотография балетной пары: художественного руководителя Донецкого театра оперы и балета, народного артиста Украины Вадима Писарева и примы-балерины этого театра, народной артистки Украины Инны Дорофеевой:

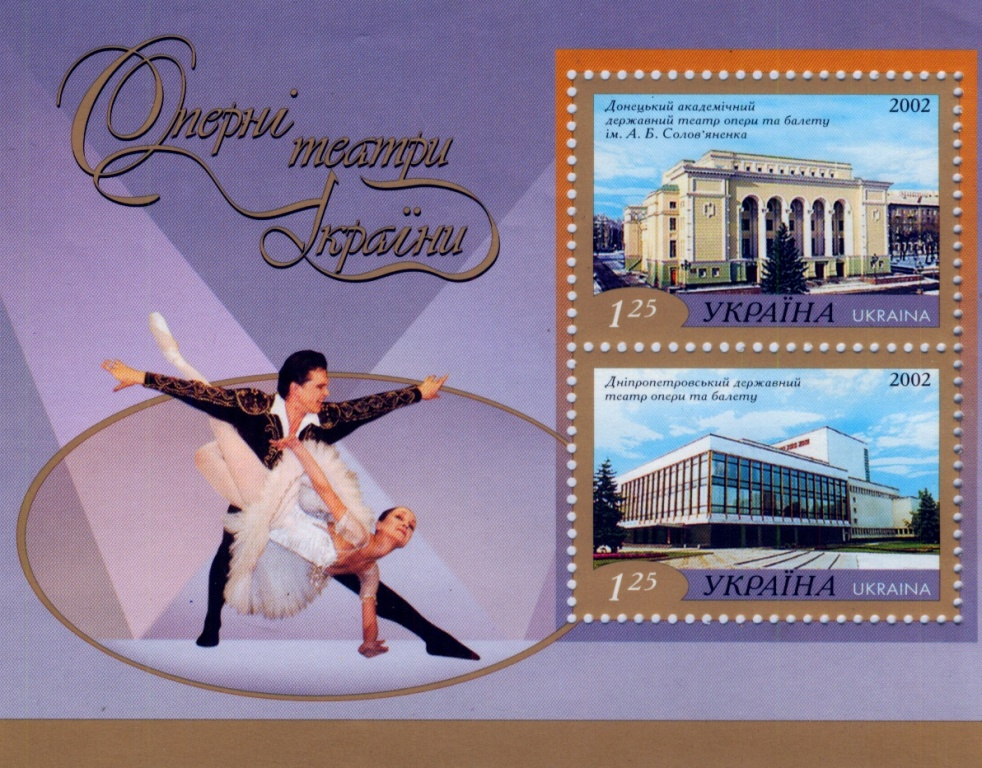

В 2004 году почта Украины выпустила марку (Mi #631), посвящённую 100-летию со дня рождения Сергея Лифаря — французского танцовщика, хореографа и балетмейстера украинского происхождения. Художник — Василий Василенко[≡].
В 2005 году вышла марка (Mi #696), посвящённая 100-летию со дня рождения советского украинского артиста балета, балетмейстера, народного артиста СССР Павла Вирского[≡]:
| Почтовые марки Украины балетной тематики | Почтовые марки Украины балетной тематики |
| ---------------------------------------- | ---------------------------------------- |
|                                          |                                          |
| 2004: Сергей Лифарь (Mi #631)[^]         | 2005: Павел Вирский (Mi #696)[^]         |

### Франция
В марте 1994 года почта Франции посвятила культурным связям между Францией и Швецией серию из шести марок. На двух из них (Mi #3014, 3015) изображены эскизы костюмов к шведскому балету Рольфа де Маре «Каток» на музыку Артюра Онеггера, созданные в 1922 году французским живописцем и скульптором Фернаном Леже.

### Эстония
В 2006 году почта Эстонии отметила 100-летие Национальной оперы «Эстония» в Таллине выпуском почтового блока из двух марок с купоном (Mi #546—547), который был отмечен второй премией Иегуди Менухина 2007 года. На первой марке — сцена из эстонской оперы «Викинги» Эвальда Аава, на второй — эстонская советская балерина и педагог Хельми Пуур в сцене из балета «Лебединое озеро»:

Почтовый блок Эстонии (2006): 100-летие Национальной оперы «Эстония»(Mi #546—547)

## Балет в искусстве на марках
К теме балета в филателии можно отнести также почтовые миниатюры с изображениями картин и прочих произведений искусства, посвящённых балету. К таковым, например, можно отнести марки, на которых воспроизведены картины Эдгара Дега. Первый такой выпуск был осуществлён во Франции в 1961 году. На одной из марок серии, изданной в пользу Красного Креста, изображён портрет художника на фоне эскизов и статуэтки балерины (Mi #1314). В 1970 году Франция эмитировала марку с репродукцией картины Дега «Танцовщица с букетом цветов» (Mi #1732).
В октябре 1984 года почта Антигуа и Барбуды изготовила серию из четырёх марок и блока (Mi #809—812, BL84; Sc #782, 784, 786, 789, 791), посвящённую 150-летию со дня рождения Э. Дега. Миниатюры воспроизводят картины: «Танцовщицы» (надпись на марке: англ. «The Blue Dancers» — «Голубые танцовщицы»)[≡], «Пейзаж с танцовщицами» (надпись на марке: «The Pink Dancers» — «Розовые танцовщицы»)[≡], «Две танцовщицы»[≡] и «Танцовщицы у станка»[≡], на блоке — «Три русские танцовщицы»:
| Марки Антигуа и Барбуды из выпуска, посвящённого картинам Эдгара Дега (1984) | Марки Антигуа и Барбуды из выпуска, посвящённого картинам Эдгара Дега (1984) |
| --- | ---------------------------------------------------------------------------- |
| |                                                                              |
| 15 центов — «Танцовщицы» (Mi #809; Sc #782)[^], 50 центов — «Пейзаж с танцовщицами» (Mi #810; Sc #784)[^], 70 центов — «Две танцовщицы» (Mi #811; Sc #786)[^], 4 доллара — «Танцовщицы у станка» (Mi #812; Sc #789)[^] |                                                                              |